# موریسی
استیون پتریک موریسی (زادهٔ ۲۲ مه ۱۹۵۹) که معمولاً او را با نام فامیل‌ش موریسی می‌شناسند، خواننده و ترانه‌نویس بریتانیایی است. او در دههٔ ۱۹۸۰ به عنوان ترانه‌سرا و شخصیت اصلی گروه اسمیتز به شهرت رسید. اسمیتز در انگلستان به محبوبیت و موفقیت‌های زیادی دست یافت، اما در سال ۱۹۸۷ گروه بنا به دلایلی بهم خورد، و موریسی به‌صورت انفرادی فعالیت خود را ادامه داد، و در کارنامهٔ انفرادی خود تا امروز، ده تک‌آهنگ خود را در ده تای اول جدول تک‌آهنگ‌های بریتانیا جای داده‌است. همچنین اولین آلبوم انفرادی وی، زنده باد نفرت در جدول موسیقی آلبوم‌های بریتانیا جایگاه نخست را کسب کرد.
موریسی به عنوان یکی از نوآوران صحنهٔ موسیقی مستقل یا ایندی شناخته شده؛ مجلهٔ موسیقی ان‌ام‌ئی موریسی را «یکی از تأثیرگذارترین هنرمندان تمام دوران‌ها» می‌داند؛ مجلهٔ ایندیپندنت بیان می‌کند: «اکثر ستاره‌های موسیقی عامه‌پسند باید بمیرند تا به جایگاهی که وی در دوران زندگی‌اش دست یافته، برسند.» در سال ۲۰۰۴، پیچفورک مدیا موریسی را «یکی از منحصربه‌فردترین چهره‌های فرهنگ عامهٔ غربی در ۲۰ سال گذشته» نامید.
از ترانه‌های موریسی به‌عنوان «دراماتیک، غم‌انگیز، عکس‌های شرح‌دار طنازانه از رابطه‌های محکوم به فنا، تنهایی در نایت‌کلاب‌ها، بار سنگین خاطرات گذشته و زندان خانه» یاد شده‌است. او همچنین به‌خاطر وکال باریتون غیرمعمولی‌اش (هرچند گه‌گداری به فالستو نیز روی می‌آورد) شناخته شده‌است؛ به‌اضافهٔ مدل Quiff موهایش؛ و کنسرت‌های پرشور و هیجانش که خاص خود اوست.
موریسی در طول زندگی هنری خود، جنجال‌های رسانه‌ای زیادی را به‌خاطر نظراتی که معمولاً صادقانه و در حکم «طبل مخالف» ابراز می‌کرده، ایجاد کرده‌است
تهمت‌های وارده به وی در رابطه با پدوفیلیا از بُنیه غلط است و جهت خراب کردن وجهه او است. چندین آهنگ از وی در دوران حضورش در اسمیتز وجود دارد که بنا بر تأثیرات منفی کودک‌ازاری‌ها در مدرسه وی نوشته شده‌اند، زیرا که وی به شدت تحت تأثیر ظلم و ستم مدیران و معلمان مدرسه اش قرار گرفته بود. و البته همواره به‌خاطر اعتقادات‌ش در زمینهٔ گیاه‌خواری و حقوق جانوران نیز توجه رسانه‌ها را به خود جلب می‌کند. وی خود را در کتاب آتوبیوگرافی خویش، به‌عنوان یک «حافظ جانوران» نام بُرده است.

## ترانه‌شناسی
| آلبوم‌های استودیویی - زنده باد نفرت (۱۹۸۸) - عمو را بکشید (۱۹۹۱) - آرسنال شما (۱۹۹۲) - من و واکسهال (۱۹۹۴) - دستور زبان بوکسورهای چپ‌دست (۱۹۹۵) - ناسازگار (۱۹۹۷) - شکار، تو هستی (۲۰۰۴) - سردسته شکنجه‌گران (۲۰۰۶) - سال‌های سرپیچی (۲۰۰۹) - صلح جهانی هیچ ربطی به تو نداره (۲۰۱۴) | آلبوم‌های گردآوری‌شده و گلچین - لباس شیک (۱۹۹۰) - جهان موریسی (۱۹۹۵) - کله‌چرمی: بهترین‌های موریسی (۱۹۹۷) - اولین سال‌های سرقت من (۱۹۹۸) - سی‌دی‌های تک‌آهنگ (سال‌های ۸۸ تا ۹۱) (۲۰۰۰) - سی‌دی‌های تک‌آهنگ (سال‌های ۹۱ تا ۹۵) (۲۰۰۰) - بهترین‌های موریسی (۲۰۰۱) - مطرح‌ترین ترانه‌ها (۲۰۰۸) - تک‌آهنگ‌های اچ‌ام‌وی/پارلفون (سال‌های ۸۸ تا ۹۵) (۲۰۰۹) - شمشیرها (۲۰۰۹) - بهترین بهترین‌های موریسی (۲۰۱۱) | آلبوم‌های زنده - بتهوون کر بود (۱۹۹۳) - کنسرت ارل کورت (۲۰۰۵) |